# Giuliano Cesarini el Jove
Giuliano Cesarini el Jove   (Roma, 20 de maig de 1466 - Roma, 1 de maig de 1510) fou un cardenal italià.

## Biografia
Fill de Gabriele Cesarini, gonfanoner del poble romà, i de la noble romana Godina Colonna, va ser cunyat de Gerolama Borgia, una de les filles il·legítimes del papa Alexandre VI, i nebot del cardenal homònim Giuliano Cesarini.
Després d'haver estat protonotari apostòlic i canonge en el capítol de la basílica patriarcal del Vaticà, va ser nomenat cardenal en el consistori del 20 de setembre de 1493, rebent la diaconia de Santi Sergio e Bacco. L'any 1503 optà pel diaconat de Sant'Angelo a Pescheria.
El 2 de gener de 1495 va visitar el rei Carles VIII de França, que es trobava a Roma, mentre que al maig va acompanyar el Papa a Orvieto. Va acumular diversos beneficis, entre ells administrador apostòlic de la diòcesi d'Ascoli Piceno des del 1500 o abat comendatari de Nonantola des del 1505. Va participar en els dos conclaves de 1503 que van triar Pius III i Juli II.
Va morir sobtadament a Roma l'any 1510 i va ser enterrat a la basílica de Santa Maria in Aracoeli.